# 今野亮平
今野 亮平（こんの りょうへい）は、東京都出身のフラワーデザイナー。株式会社ベル・フルールの現代表取締役社長。

## 人物および略歴
- 株式会社ベル・フルール代表取締役社長
- ベル・フルールフラワーデザインスクール副学長
- 一級フラワー装飾技能士
- NFD一級フラワーデザイナー
- グラフィックデザイナー
- ディスプレイクリエイター
- 公益社団法人日本フラワーデザイナー協会 本部講師
- 韓国LG設立大学「Cheonan Yonam College」講師[1]
- 東京テクノ・ホルティ園芸専門学校講師
- 三越カルチャーサロン講師[2]
- ジャパンディスプレイクリエイターアカデミー講師
- 大東文化大学公開講座講師[3]
- 日本フラワーデザイン大賞2006「ウインドーディスプレイ部門」第1 位受賞。
- プリザーブドフラワーとアーティフィシャル（造花）をミックスしたアレンジ、リボン使いが特長。

## 主な実績
- 中田英寿が総合プロデュースを務めるカフェ「nakata.net cafe」の会場装飾[4]
- 松村工芸株式会社のショールーム「アンナサッカ東京」のウィンドウディスプレイ

## 出演

### テレビ
- 情報プレゼンター とくダネ!（2016年1月22日、フジテレビ）[5]

- ZIP!（2018年5月10日 - 5月11日、日本テレビ）[6]

### ラジオ
- 今野亮平ララ･フルール（2013年 - 2014年4月30日、エフエム世田谷）[7]

- BlueOcean（2016年5月30日 - 6月3日、TOKYO FM）[8]